# Bhanu
Bhanu (nep. भानु) – gaun wikas samiti w zachodniej części Nepalu w strefie Gandaki w dystrykcie Tanahu. Według nepalskiego spisu powszechnego z 2001 roku liczył on 2711 gospodarstw domowych i 12540 mieszkańców (6756 kobiet i 5784 mężczyzn).